# Ivo Muser
Ivo Muser (ur. 22 lutego 1962 w Brunico) – włoski duchowny katolicki, biskup Bolzano-Bressanone od 2011.

## Życiorys
Święcenia kapłańskie otrzymał 28 czerwca 1987 i został inkardynowany do diecezji Bolzano-Bressanone. Był m.in. sekretarzem biskupim, ojcem duchownym niższego seminarium, rektorem wyższego seminarium oraz dziekanem kapituły katedralnej.
27 lipca 2011 papież Benedykt XVI mianował go ordynariuszem diecezji Bolzano-Bressanone. Sakry biskupiej udzielił mu abp Luigi Bressan.